# Arondismentul Metz-Ville
Arondismentul Metz-Ville (în franceză Arrondissement de Metz-Ville) este un arondisment din departamentul Moselle, regiunea Lorena, Franța.

## Subdiviziuni

### Cantoane
- Metz-Ville-1
- Metz-Ville-2
- Metz-Ville-3
- Metz-Ville-4

### Comune
Comunele arondismentului, cu codurile lor INSEE:
1. Metz (57463)